# Тверской торгово-экономический колледж
Тверской торгово-экономический колледж — государственное бюджетное образовательное учреждение среднего профессионального образования, имеющее право вручать дипломы государственного образца. Образован в 1947 г. Готовит специалистов по различным специальностям в экономике, бизнесе и менеджменте и сфере общественного питания.
Учредителем учреждения является Тверская область. От имени Тверской области полномочия учредителя осуществляют Правительство Тверской области, Министерство промышленности и торговли Тверской области, Министерство имущественных и земельных отношений Тверской области в рамках представленных полномочий.
Находится в г. Тверь, филиалы в городах Бежецк, Вышний Волочек, Осташков. Филиалы расформированы в 2014 году.
В Твери обучение проводится в трех учебных зданиях в зависимости от специальности. Имеются компьютерные классы, производственная база, где студенты-технологи изучают приготовление пищи, технологические нормы. Для поступающих организованы подготовительные курсы. В штате колледжа — более 50 преподавателей, среди них обладатели первой и высшей квалификационных категорий.
Для студентов работают клубы по интересам — туризму, экологии, кулинарии, информационным технологиям, спорту и фитнесу, юриспруденции, дизайну, русскому языку. Студенты и преподаватели участвуют в мероприятиях по экологии города и области, туристических походах, организуют совместные праздники. Проводится стажировка за рубежом. В летние месяцы студенты проходят практику на побережье черного моря в г. Ялта .
С 2016 г. колледж участвует в движении WorldSkills Russia, является площадкой для проведения региональных соревнований по компетенциям "Предпринимательство" и "Ресторанный сервис".  

## Специальности
Колледж готовит выпускников по следующим направлениям:
- 38.02.03 Операционная деятельность в логистике
- 38.02.04 Коммерция (по отраслям)
- 40.02.01 Право и организация социального обеспечения;
- 43.02.15 Поварское и кондитерское дело
- 19.02.03 Технология хлеба, кондитерских и макаронных изделий

По окончании колледжа выдается диплом государственного образца. С несколькими вузами Твери заключен договор о сокращенном сроке обучения выпускников колледжа.

## Второе профессиональное образование
Тот, кто уже получил высшее или среднее специальное образование, может пройти профессиональную переподготовку и получить образование по следующим специальностям:
- 11176 Бармен
- 16199 Оператор электронно-вычислительных машин
- 17353 Продавец продовольственных товаров
- 17351 Прдавец непродовольственных товаров
- 12721 Кассир торгового зала
- 12759 Кладовщик
- 16675 Повар
- 16399 Официант
- 12901 Кондитер
- 11301 Буфетчик
- Секретарь-администратор
- Администратор
- Агент торговый
- Агент рекламный
- Менеджер в торговле
- Менеджер в общественном питании
- 1С: Предприятие 8.0
- 1С: Управление торговлей 8.0
- 1С: Торговля и склад
- Менгеджер по кадрам
- Бухгалтер

Сроки профессиональной переподготовки варьируются от 4 до 12 недель.

## Аттестация
Специалисты разного уровня могут пройти в колледже аттестацию своих знаний и профессиональных компетенций. Проверяются теоретические и практические знания, выдается документ государственного образца. Проводится дообучение по индивидуальным программам предприятий.

## Подготовительные курсы
Для поступающих организованы подготовительные курсы (срок подготовки — от 1 мес. до 7 мес.):
- по русскому языку
- по математике для поступающих
- по истории России.

## История
Тверской торгово-экономический техникум основан в г. Твери 5 декабря 1947 г. (тогда город еще назывался Калинин). Первоначально это был учебно-консультационный пункт при Заочном техникуме советской торговли. В 1992 УКП стал полноценным филиалом Московского заочного техникума советской торговли, а затем и сам техникум был переименован в торгово-экономический. 
С 1996 г.  техникум обладает статусом самостоятельного государственного образовательного учреждения Министерства экономического развития и торговли РФ. 
В 2008 г. преобразован в федеральное государственное образовательное учреждение среднего профессионального образования «Тверской торгово-экономический колледж» - ФГОУ СПО «ТТЭК». В 2015 г. название изменено на государственное бюджетное профессиональное образовательное учреждение "Тверской торгово-экономический колледж". 
В 2020 г. Постановлением Правительства Тверской области ГБПОУ «Тверской торгово-экономический колледж» переподчинен Министерству промышленности и торговли №552-пп от 27.12.2019 г.